# Bytharia baletensis
Bytharia baletensis là một loài bướm đêm trong họ Geometridae.